# Keratoconjunctivitis sicca
Die Keratoconjunctivitis sicca (kurz KCS) (von lateinisch siccus ‚trocken‘), auch als Syndrom des trockenen Auges bezeichnet, ist ein durch Trockenheit der Augen gekennzeichnetes Krankheitsbild aus der Augenheilkunde. Typische Symptome sind Rötung und Brennen des Auges, einhergehend mit Fremdkörpergefühl, die durch eine Störung des Tränenfilms verursacht werden. Diese Störung des Tränenfilms kann auf unzureichender Produktion von Tränenflüssigkeit beruhen oder auf einem unvollständigen Aufbau des dreischichtigen Tränenfilms. Zur Therapie werden Lidrandhygiene, Tränenersatzmittel, liposomales Augenspray und ggf. weitere Mittel eingesetzt. Wird die KCS nicht behandelt, kann dies neben den anhaltenden, teilweise sehr belastenden Beschwerden zu einer ständigen Verstärkung der entzündlichen Prozesse am Auge führen, was zu einer vermehrten Trockenheit der Augen führt, wodurch die entzündlichen Prozesse weiter verstärkt werden können bis hin zu dauerhaften Schäden am Auge bei schweren Krankheitsverläufen.
Der Begriff „Keratoconjunctivitis sicca“ wurde zu Anfang der 1930er Jahre durch den schwedischen Augenarzt Henrik Sjögren im Zuge der Erforschung des Sjögren-Syndroms geprägt. Davon abgeleitet hat sich der Begriff Sicca-Syndrom entwickelt, zu dem als ein Teil der Sicca-Symptomatik auch die Keratoconjunctivitis sicca zählt.

## Ursachen
- Bildschirmarbeit (Office Eye Syndrome, Gamer-Eye bei Computerspielern)
- Umweltbelastungen
- Kontaktlinsen
- niedrige Luftfeuchtigkeit / Klimaanlage
- hormonelle Umstellungen, z. B. Testosteronmangel im Alter
- Medikamente z. B. Betablocker, die „Pille“ oder Behandlung mit Anti-Androgenen und Inhibitoren der Androgensynthese, z. B. bei Prostatakarzinom oder dauerhafte lokale Anwendung von Haarwuchsmitteln auf der Basis solcher Stoffe, Diuretika, Antihistaminika, Antidepressiva, Antipsychotika, diverse Analgetika, Isotretinoin, Magentherapeutika (Protonenpumpenhemmer und H2-Antihistaminika) und Cyclophosphamid.[1]
- Lidrand-Entzündung (Blepharitis)
- Rosazea
- Allergien
- Stammzelltransplantationen inf. einer Graft-versus-Host-Reaktion
- Autoimmunerkrankungen (z. B. Sjögren-Syndrom[2])
- Vitamin-A-Mangel
- Augenoperationen wie z. B. Lasik, Katarakt-OP, Refraktive Chirurgie
- Rheumatoide Arthritis und ähnliche Autoimmunerkrankungen
- Ungleichgewicht von extrazellulärer DNA und Nukleaseaktivität auf der Oberfläche des Auges:[3] Auf der Augenoberfläche von Patienten mit Keratoconjunctivitis sicca (Dry Eye Disease [DED]) findet man im mukoiden Film extrazelluläre DNA (eDNA), und extranukleäres Chromatin neutrophiler Granulozyten (NETs), das aus eDNA, Histonen, Cathlicidin und neutrophiler Elastase besteht. Die Nukleaseaktivität in der Tränenflüssigkeit von DED-Patienten war vermindert; dagegen war die Menge der eDNA auf der Augenoberfläche erhöht. Man kann daraus schließen, dass die Produktion extrazellulärer DNA und deren Clearance-Mechanismen bei Patienten mit DED fehlreguliert sind. Derzeit wird die Hypothese getestet, dass Nukleasedefizienz in der Tränenflüssigkeit die Ansammlung von eDNA ermöglicht und NETs im präcornealen Tränenfilm zur Entzündung der Augenoberfläche beiträgt.
- Zu schnelle Verdunstung oder zu geringe Produktion der Tränenflüssigkeit (z. B. bei Diabetes, Rheuma und Schilddrüsenerkrankungen)
- Verstopfung der Tränendrüsen[4]

## Häufigkeit
Das trockene Auge ist eine der häufigsten Erkrankungen im Bereich der Augenheilkunde, wobei die Prävalenz mit zunehmendem Alter ansteigt und bei etwa 15–17 % der Gesamtbevölkerung liegt. Sie wird deshalb auch als eine Volkskrankheit klassifiziert.

## Diagnostik
- klinische Veränderungen, wie Anomalien des Tränenfilmes und der Hornhaut
- Bestimmung der Tränenfilmaufrisszeit (auch BUT nach break-up time) und damit der Stabilität des Tränenfilmes
- Anfärbung von Defekten in Bindehaut und Hornhaut mit Fluorescein
- Anfärbung devitalisierter, aber noch intakter Zellen, mit Bengalrosa oder Lissamingrün
- Schirmer-Test mit Einlage eines Filterpapieres zur Bestimmung der Tränensekretionsmenge
- in schweren oder therapieresistenten Fällen gegebenenfalls Durchuntersuchung inklusive Hormonstatus, Bestimmung der Rheumafaktoren, Bindehaut-Abstrich
- Untersuchung von Lidschlagfrequenz, Lidstellung, Lidschluss und Lidränder[6]
- Auftreten einer Lidrandentzündung

## Therapiemöglichkeiten
Die Behandlung des Trockenen Auges erfolgt meist durch eine Verbesserung des Tränenfilms bei gleichzeitiger geeigneter lokaler und systemischer Behandlung etwaiger Grunderkrankungen (Blepharitis, Sjögren-Syndrom etc.).
- Bei der hypovolämischen Form: Ersatz/Ergänzung der wässrigen Phase der Tränenflüssigkeit durch Tränenersatzmittel (Künstliche Tränen werden in Form von Augentropfen ins offene Auge eingeträufelt oder als Augengel in den Bindehautsack am Auge eingebracht). Sie bestehen aus wässrigen Lösungen von Verdickungsmitteln (z. B. Povidon, Hydroxypropylmethylcellulose, Carboxymethylcellulosen und/oder Trehalose), Salzen und gegebenenfalls weiteren Inhaltsstoffen (z. B. Hyaluronsäure, Dexpanthenol). Zur Vorbeugung gegen Allergien stehen Präparate ohne Konservierungsmittel zur Verfügung.
- Bei der hyperevaporativen Form: Verbesserung der Meibomdrüsen-Funktion (z. B. durch Lidrandhygiene) und Ergänzung der oberflächlichen Lipidschicht des Tränenfilms durch lipidhaltige Tränenersatzmittel oder liposomales Augenspray (wird auf die geschlossenen Augen gesprüht, erreicht über die Lidränder den Tränenfilm und stabilisiert dabei die Lipidschicht).
- Ersatz des Tränenfilms und Verringerung der Scherkräfte zwischen Augenoberfläche und Lid bei den Lidbewegungen durch fetthaltige Salben (Ö/W-Emulsionen). Werden oft zur Behandlung des Trockenen Auges in der Nacht eingesetzt.
- Einsetzen von Punctum Plugs in ein oder beide Puncta lacrimalia. Die Plugs können je nach Ausführung dauerhaft in den Puncta verbleiben oder sich nach einigen Wochen auflösen. Nachteile: Das Rückhalten der Tränenflüssigkeit bedeutet jedoch gleichzeitig auch, dass die entzündungsfördernden Stoffe in der Tränenflüssigkeit, die beim trockenen Auge eine veränderte Zusammensetzung aufweist, länger am Auge verbleiben. Der durch die Plugs verringerte Abfluss von Tränenflüssigkeit durch die ableitenden Tränenwege kann Infektionen durch Bakterien, die aus dem Nasenraum aufsteigen, Vorschub leisten.

Weitergehende Therapien versuchen in geeigneten Fällen, über die Verbesserung des Tränenfilms hinaus, die zugrundeliegenden entzündlichen Prozesse am Auge zu unterdrücken.
- Cyclosporin-A-Lösung (Handelsname Ikervis) oder ölige Lösung (0,05 % in Pflanzenöl, Eigenherstellung von deutschen Apotheken)
- Lifitegrast Augentropfen, nur in USA zugelassen
- Eigenserum (2007 an mehreren deutschen Universitäts-Augenkliniken in Erprobung)
- Androgene (äußerliche Anwendung am Augenlid; derzeit klinische Phase-IIb-Studien in den USA). Dieser Therapieansatz greift die Erkenntnis auf, dass die entzündlichen Prozesse stark androgenabhängig sind. Auch wirken Androgene am Auge entzündungshemmend.